# 구신
구신(句身, 산스크리트어: padakāya)은 다음의 분류, 그룹 또는 체계의 한 요소이다.
- 부파불교의 설일체유부의 5위 75법의 법체계에서 4번째 위(位: 그룹)인 불상응행법(不相應行法: 14가지) 가운데 하나이다.
- 대승불교의 유식유가행파와 법상종의 5위 100법의 법체계에서 4번째 위(位: 그룹)인 심불상응행법(心不相應行法: 24가지) 가운데 하나이다.
- 불상응행법 또는 심불상응행법 중 언어와 관련된 3가지 법인 명신(名身: 낱말, 특히 명사) · 구신(句身: 문장) · 문신(文身: 글자 또는 음소) 가운데 하나이다.

구신(句身, 산스크리트어: padakāya)의 구(句, pada)는 제행무상(諸行無常: 제행은 무상하다) 또는 제법무아(諸法無我: 제법은 무아이다)와 같은 문장[章, 산스크리트어: vākya] 또는 명제를 뜻하는데, 전달하고자 하는 뜻을 완전히 표현한 것을 말한다. 신(身, 산스크리트어: kāya)은 복수형 접미사로 집합 혹은 그룹을 뜻한다. 따라서, 구신(句身)은 문장들의 집합 또는 명제들의 집합을 뜻한다.
구(句)는 제행, 무상, 제법, 무아 등과 같은 명사적인 단어 또는 명사를 뜻하는 명(名, nāma)이 모여서 이루어지는데, 명의 집합 또는 그룹을 명신(名身, 산스크리트어: nāmakāya)이라 한다.
다시, 명(名)은 산스크리트어의 경우 a, ā, i, ī, ka, kha 등과 같은 단음절의 자(字, 산스크리트어: varna, aksara, 字音, letter; 자음(子音, consonant)이 아님)가 모여서 이루어지는데, 자(字)와 문(文, 산스크리트어: vyañjana)은 동의어이다. 자(字) 또는 문(文)의 집합 또는 그룹을 문신(文身, 산스크리트어: vyañjanakāya)이라 한다.
《아비달마품류족론》에서는 구신(句身)이란 '자만(字滿: 字가 충분한 것)'이라고 정의하고 있다. 즉, 표현하고자 하는 뜻을 충분히 나타낼 수 있을만큼 자(字)가 충분히 모인 것이라고 말하고 있다. 이와 같이, 구(句: 문장, 명제)는 하나의 의미체계를 완전하게 표현한 것으로, 구(句: 문장, 명제)를 통해 해당 구(句: 문장, 명제)를 이루는 명(名, nāma: 명사, 명사적 단어)들이 가리키는 법들의 동작[業, kriya], 성질[德, guṇa], 시제[時, kala] 등의 관계(상응과 차별)가 이해된다. 예를 들어, 제행무상(諸行無常: 제행은 무상하다) 또는 제법무아(諸法無我: 제법은 무아이다)와 같은 구(句: 문장, 명제)를 통해 제행과 무상의 관계, 제법과 무아의 관계가 이해된다.
한편, 《대승아비달마집론》과 《대승아비달마잡집론》에서는 구신(句身)에 대해 정의하기를, '갖가지 법의 차별상에 대한 증언[於諸法差別增言]들 즉 차별증언(差別增言)들의 집합을 가립(假立: 실체가 없는 것을 가설적으로 하나의 실체로 보는 것)하여 구신(句身)이라고 한다'고 말하고 있다. 즉 관계(상응과 차별) 중에서 차별만을 말하고 있다. 그리고 구(句)의 예로 '제행무상(諸行無常)'과 '모든 유정은 반드시 언젠가는 죽게 된다(一切有情當死)'는 것을 들고 있는데, '제행무상'이라는 문장은 행(行: 유위법)과 무상(無常)이라는 증언(增言: 명사, 개념)을 사용하여 행의 특정한 차별상을 드러내는 문장이다. 즉 행에는 무상이라는 특정한 상태 또는 양태가 존재한다는 것을 드러내는 문장이다. 마찬가지로 '모든 유정은 반드시 언젠가는 죽게 된다'는 문장은 유정(有情)과 죽음[死]이라는 증언(增言: 명사, 개념)을 사용하여 유정의 일생에는 죽음이라는 특정한 상태 또는 양태, 즉 차별상이 존재한다는 것을 드러내는 문장이다.

## 정의
부파불교와 대승불교의 논서들에서의 구신(句身: 문장, 명제)의 정의를 살펴보면 다음과 같다.

### 부파불교의 설일체유부
학자들은 부파불교의 설일체유부의 논서들이 세 단계의 발전 단계를 거친 것으로 보는데, 주요 논서들을 순서대로 나열하면 다음과 같다.
- 1단계:
  - 《아비달마집이문족론(阿毘達磨集異門足論)》
  - 《아비달마법온족론(阿毘達磨法蘊足論)》
- 2단계
  - 《아비달마시설족론(阿毘達磨施設足論)》
  - 《아비달마식신족론(阿毘達磨識身足論)》
  - 《아비달마계신족론(阿毘達磨界身足論)》
  - 《아비달마품류족론(阿毘達磨品類足論)》
  - 《아비달마발지론(阿毘達磨發智論)》
- 3단계
  - 《아비담심론(阿毘曇心論)》
  - 《아비달마구사론(阿毘達磨俱舍論)》
  - 《아비달마순정리론(阿毘達磨順正理論)》
  - 《아비달마장현종론(阿毘達磨藏顯宗論)》

아래 단락들은 이러한 아비달마 논서들의 발전 순서에 의거하여 배열되어 있으며, 해당 아비달마 논서에서 나타나는 구신(句身: 문장, 명제)에 대한 정의를 기술한다.

### 대승불교의 유식유가행파
현대의 학자들에 따르면 인도불교의 유식학의 역사는 크게 3기로 나뉘는데, 제1기는 미륵(彌勒)과 무착(無着)의 유식학이고, 제2기는 세친(世親)의 유식학이고, 제3기는 호법(護法)과 안혜(安慧) 등의 10대 논사의 유식학이다.
아래 단락들은 이러한 구분에 의거하여 배열되어 있으며, 해당 유식학 논서에서 나타나는 구신(句身: 문장, 명제)에 대한 정의를 기술한다.

## 같이 보기
- 심 (마음작용)
- 불교 용어 목록/ㅅ#사
- 불교 용어 목록/삽#상
- 어언행
- 명신
- 구신
- 문신 (불교)

## 참고 문헌
- 곽철환 (2003). 《시공 불교사전》. 시공사 / 네이버 지식백과. |title=에 외부 링크가 있음 (도움말)
- 권오민 (1991). 《경량부철학의 비판적 체계 연구》. 동국대학원 철학박사 학위논문.
- 권오민 (2003). 《아비달마불교》. 민족사.
- 무착 지음, 현장 한역 (K.571, T.1602). 《현양성교론》. 한글대장경 검색시스템 - 전자불전연구소 / 동국역경원. K.571(16-1), T.1602(31-480). |title=에 외부 링크가 있음 (도움말)
- 무착 지음, 현장 한역, 이한정 번역 (K.572, T.1605). 《대승아비달마집론》. 한글대장경 검색시스템 - 전자불전연구소 / 동국역경원. K.572(16-157), T.1605(31-663). |title=에 외부 링크가 있음 (도움말)
- 세우 지음, 현장 한역, 송성수 번역 (K.949, T.1542). 《아비달마품류족론》. 한글대장경 검색시스템 - 전자불전연구소 / 동국역경원. K.949(25-149), T.1542(26-692). |title=에 외부 링크가 있음 (도움말)
- 세친 지음, 현장 한역, 권오민 번역 (K.955, T.1558). 《아비달마구사론》. 한글대장경 검색시스템 - 전자불전연구소 / 동국역경원. K.955(27-453), T.1558(29-1). |title=에 외부 링크가 있음 (도움말)
- 세친 지음, 현장 한역, 송성수 번역 (K.618, T.1612). 《대승오온론》. 한글대장경 검색시스템 - 전자불전연구소 / 동국역경원. K.618(17-637), T.1612(31-848). |title=에 외부 링크가 있음 (도움말)
- 세친 지음, 현장 한역, 송성수 번역 (K.644, T.1614). 《대승백법명문론》. 한글대장경 검색시스템 - 전자불전연구소 / 동국역경원. K.644(17-808), T.1614(31-855). |title=에 외부 링크가 있음 (도움말)
- 안혜 지음, 지바하라 한역, 조환기 번역 (K.619, T.1613). 《대승광오온론》. 한글대장경 검색시스템 - 전자불전연구소 / 동국역경원. K.619(17-641), T.1613(31-850). |title=에 외부 링크가 있음 (도움말)
- 안혜 지음, 현장 한역, 이한정 번역 (K.576, T.1605). 《대승아비달마잡집론》. 한글대장경 검색시스템 - 전자불전연구소 / 동국역경원. K.576(16-228), T.1606(31-694). |title=에 외부 링크가 있음 (도움말)
- 운허.  동국역경원 편집, 편집. 《불교 사전》. |title=에 외부 링크가 있음 (도움말)
- 호법 등 지음, 현장 한역, 김묘주 번역 (K.614, T.1585). 《성유식론》. 한글대장경 검색시스템 - 전자불전연구소 / 동국역경원. K.614(17-510), T.1585(31-1). |title=에 외부 링크가 있음 (도움말)
- 황욱 (1999). 《무착[Asaṅga]의 유식학설 연구》. 동국대학원 불교학과 박사학위논문.
- (중국어) 무착 조, 현장 한역 (T.1602). 《현양성교론(顯揚聖教論)》. 대정신수대장경. T31, No. 1602, CBETA. |title=에 외부 링크가 있음 (도움말)
- (중국어) 무착 조, 현장 한역 (T.1605). 《대승아비달마집론(大乘阿毘達磨集論)》. 대정신수대장경. T31, No. 1605, CBETA. |title=에 외부 링크가 있음 (도움말)
- (중국어) 星雲. 《佛光大辭典(불광대사전)》 3판. |title=에 외부 링크가 있음 (도움말)
- (중국어) 세우 조, 현장 한역 (T.1542). 《아비달마품류족론(阿毘達磨品類足論)》. 대정신수대장경. T26, No. 1542, CBETA. |title=에 외부 링크가 있음 (도움말)
- (중국어) 세친 조, 현장 한역 (T.1558). 《아비달마구사론(阿毘達磨俱舍論)》. 대정신수대장경. T29, No. 1558, CBETA. |title=에 외부 링크가 있음 (도움말)
- (중국어) 세친 조, 현장 한역 (T.1612). 《대승오온론(大乘五蘊論)》. 대정신수대장경. T31, No. 1612, CBETA. |title=에 외부 링크가 있음 (도움말)
- (중국어) 세친 조, 현장 한역 (T.1614). 《대승백법명문론(大乘百法明門論)》. 대정신수대장경. T31, No. 1614, CBETA. |title=에 외부 링크가 있음 (도움말)
- (중국어) 안혜 조, 지바하라 한역 (T.1613). 《대승광오온론(大乘廣五蘊論)》. 대정신수대장경. T31, No. 1613, CBETA. |title=에 외부 링크가 있음 (도움말)
- (중국어) 안혜 조, 현장 한역 (T.1606). 《대승아비달마잡집론(大乘阿毘達磨雜集論)》. 대정신수대장경. T31, No. 1606, CBETA. |title=에 외부 링크가 있음 (도움말)
- (중국어) 호법 등 지음, 현장 한역 (T.1585). 《성유식론(成唯識論)》. 대정신수대장경. T31, No. 1585, CBETA. |title=에 외부 링크가 있음 (도움말)